# Marian Gapiński
Marian Gapiński (ur. 4 listopada 1932 w Sadowcu, zm. 5 czerwca 2021 w Poznaniu) – polski botanik, ogrodnik, mykolog, nestor polskiego pieczarkarstwa.

## Życiorys
Studia ukończył w 1959 na Wydziale Ogrodniczym Wyższej Szkoły Rolniczej w Poznaniu (praca magisterska pod kierunkiem prof. Heleny Nieć). W 1961 rozpoczął pracę w Katedrze Warzywnictwa poznańskiej WSR. Od początku jego kariera naukowa związana była z uprawą pieczarek. Doktoryzował się w 1969 (praca Przydatność różnych oborników, jako podłoży do uprawy pieczarek – promotorem był prof. Zbigniew Borna). Habilitował się w 1977 na podstawie pracy Reakcja grzybni pieczarki „Agaricus bisporus” (Lange) Sing. na dodatek do pożywki agarowej substancji czynnych zawartych w wyciągach z torfów wysokich. W 1989 został mianowany profesorem nadzwyczajnym, a od 1996 pozostawał profesorem zwyczajnym. Od 1978 do 1994 był kierownikiem Katedry Warzywnictwa Akademii Rolniczej w Poznaniu, a od 1987 do 1989 dziekanem Wydziału Ogrodniczego tej uczelni. Od 1997 do 2003 był organizatorem i kierownikiem Studium Doktoranckiego na Wydziale Ogrodniczym. w 2003 przeszedł na emeryturę.
Oprócz pracy naukowej służył doradztwem w przemyśle, m.in. od 1970 do 1973 był konsultantem ds. produkcji pieczarek w Wielkopolskiej Spółdzielni Ogrodniczej w Poznaniu, a od 1976 do 1979 w Kombinacie Ogrodniczym w Owińskach. W 1985 został powołany przez Prezesa Sądu Wojewódzkiego w Poznaniu na biegłego sądowego w zakresie grzybów uprawnych.

## Zainteresowania
Główne nurty zainteresowań to:
- doskonalenie technologii uprawy grzybów,
- kompleksowa ocena gatunków i odmian grzybów uprawnych,
- wykorzystywanie wysokobiałkowych odpadów przemysłu przetwórczego i farmaceutycznego, jako składników podłoży i stymulatorów wzrostu w uprawach grzybów,
- uzyskiwanie optymalnych warunków dla rozwoju grzybni,
- plonowanie pieczarki i boczniaka[2].

## Osiągnięcia
Był autorem lub współautorem około 500 prac, w tym 25 pozycji dydaktycznych. Łącznie wypromował ponad 120 magistrów. Był też promotorem siedmiu prac doktorskich (pięć z nich dotyczyło grzybów uprawnych, a jedną z nich napisał obywatel Ukrainy).
Był założycielem i honorowym członkiem Zrzeszenia Uprawy Grzybów, współzałożycielem branżowego czasopisma „Grzyby”, jak również członkiem i w wielu przypadkach współzałożycielem: Stowarzyszenia Branży Grzybów Uprawnych, Polskiego Towarzystwa Nauk Ogrodniczych, Polskiego Towarzystwa Botanicznego, Polskiego Towarzystwa Higienicznego i Międzynarodowego Towarzystwa Nauk Ogrodniczych (ISHS).

## Odznaczenia
Odznaczony został m.in.:
- Złotym Krzyżem Zasługi,
- Krzyżem Kawalerskim Orderu Odrodzenia Polski,
- Medalem 40-lecia Polski Ludowej,
- Medalem Komisji Edukacji Narodowej,
- medalem „Academia Rerum Rusticarum Poznaniensis”[2].